# Worms Rumble
Worms Rumble est un jeu d'action développé et édité par Team17. Le jeu est sorti pour Windows, PlayStation 4 et PlayStation 5 en décembre 2020. Il s'agit d'un spin-off de la longue série Worms

## Système de jeu
Contrairement à ses prédécesseurs, Worms Rumble est un jeu d'action en temps réel 2,5D. Dans Rumble, les joueurs prennent le contrôle d'un ver anthropomorphe et affrontent d'autres joueurs dans des modes tels que Death Match, Last Worm Standing et Last Squad Standing. Le jeu propose une variété d'armes exotiques, telles que des lanceurs de moutons, des blasters à plasma et des tourelles sentinelles, qui peuvent être utilisées pour vaincre les ennemis. Les joueurs peuvent également acquérir des jet packs et des grappins pour naviguer facilement dans l'environnement. Au fur et à mesure que les joueurs progressent dans le jeu, ils peuvent également gagner des points d'expérience qui peuvent être utilisés pour débloquer des objets cosmétiques et personnaliser l'apparence de leurs avatars jouables.

## Développement
Team17 a annoncé Worms Rumble le 3 juillet 2020 pour célébrer le 25e anniversaire de la série Worms. C'est le premier jeu de la série depuis Worms WMD (2016). Le jeu est envisagé comme un spin-off plutôt que comme un volet principal de la franchise, car il remplace le gameplay d'artillerie au tour par tour traditionnel de la série par des combats en temps réel. Une version bêta ouverte du jeu est sortie le 6 novembre 2020. Le jeu est sorti pour Windows, PlayStation 4 et PlayStation 5 le 1er décembre 2020.

## Accueil
Selon l'agrégateur de critiques Metacritic, le jeu a reçu des critiques mitigées ou moyennes. Christian Donlan, d'Eurogamer, a qualifié le jeu de « plaisir trépidant en temps réel », et a noté que Rumble « subvertit complètement Worms ». Fraser Brown de PC Gamer a écrit que le jeu était amusant à jouer, mais a exprimé sa déception que le jeu ait trop dévié de la formule établie attendue de la série. Chris Carter de Destructoid a attribué au jeu une note de 7/10, louant son gameplay et la conception de sa carte tout en déplorant le manque de contenu du jeu.